# Sophienkirche (Lamspringe)

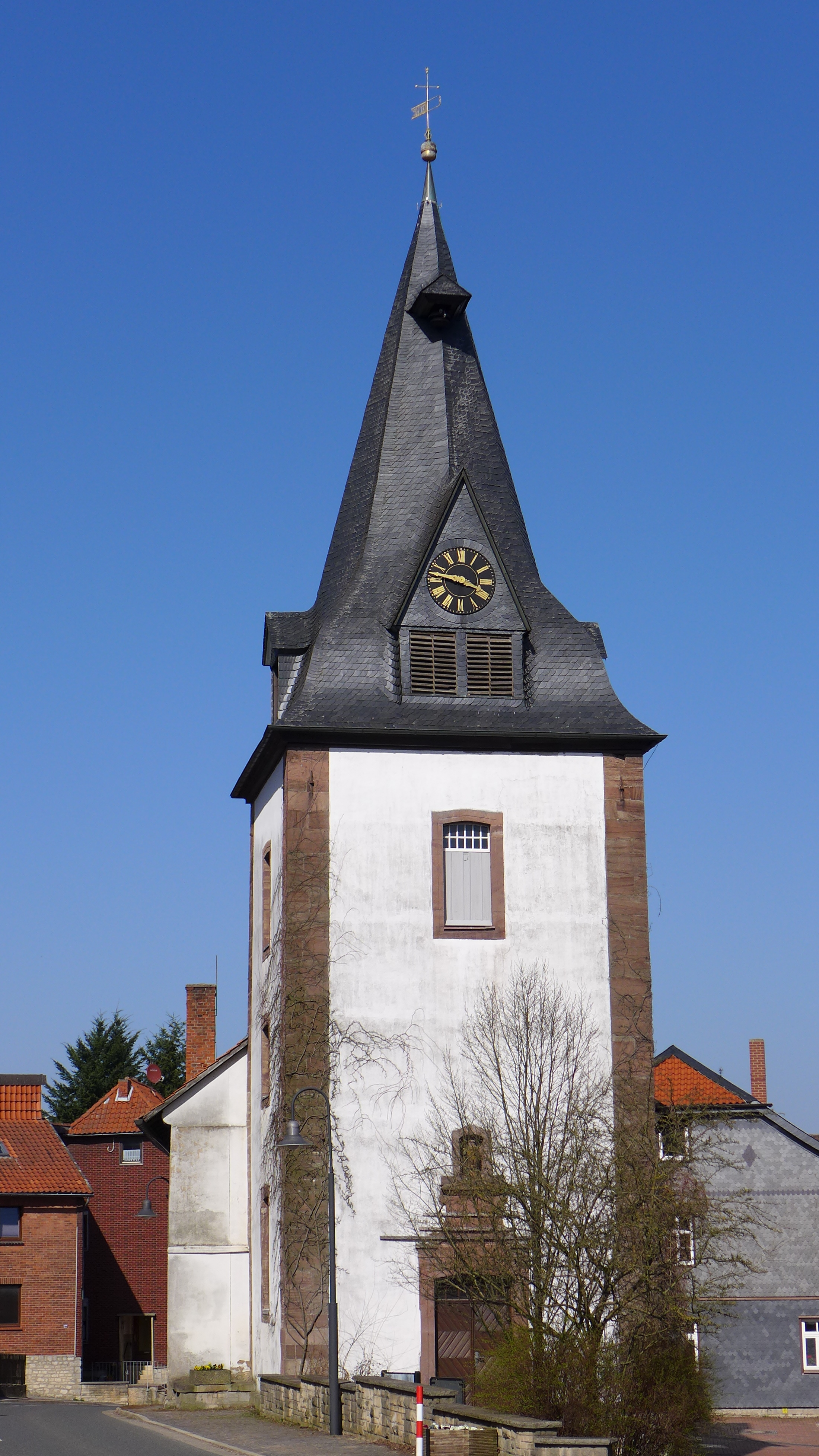
Sophienkirche

Die evangelisch-lutherische denkmalgeschützte Sophienkirche steht Lamspringe, einer Einheitsgemeinde im Landkreis Hildesheim von Niedersachsen. Die Kirchengemeinde gehört zum Kirchenkreis Hildesheimer Land-Alfeld im Sprengel Hildesheim-Göttingen der Evangelisch-lutherischen Landeskirche Hannovers.

## Beschreibung
Die erste Kirche ist bereits auf einem Merianstich von 1652 abgebildet. Da diese erste Kirche für die Gemeinde bald zu klein war, entstand eine neue Kirche, die am 8. November 1682 geweiht wurde. Nachdem ein großer Brand sie am 8. November 1690 vernichtet hatte, wurde die heutige verputzte Saalkirche aus Bruchsteinen 1692 errichtet, wie die Datierung über dem vermauerten Nordeingang lautet. Der Grundriss des Kirchenschiffs ist leicht trapezförmig. Aus seinem Satteldach erhebt sich im Norden ein achtseitiger Dachreiter. Der Chor hat einen dreiseitigen Abschluss. Der Kirchturm im Süden wurde erst 1819 gebaut. in seinen achtseitigen, schiefergedeckten Helm sind der Glockenstuhl und die Turmuhr eingebaut. 
Die Kirche wird Sophienkirche genannt nach ihrer Stifterin, die aus dem Haus Münchhausen stammte und in das Haus Steinberg eingeheiratet hatte.
Der Innenraum ist mit einem hölzernen Tonnengewölbe überspannt. Die oberen Emporen wurden später entfernt. Ein Kanzelaltar aus der Erbauungszeit mit dem Wappen derer von Steinberg wird Jobst Heinrich Lessen zugeschrieben. Die Orgel mit 20 Registern, verteilt auf zwei Manuale und Pedal, baute 1875 Heinrich Schaper.